# Jean-Baptiste Belin
Pour les articles homonymes, voir Belin.

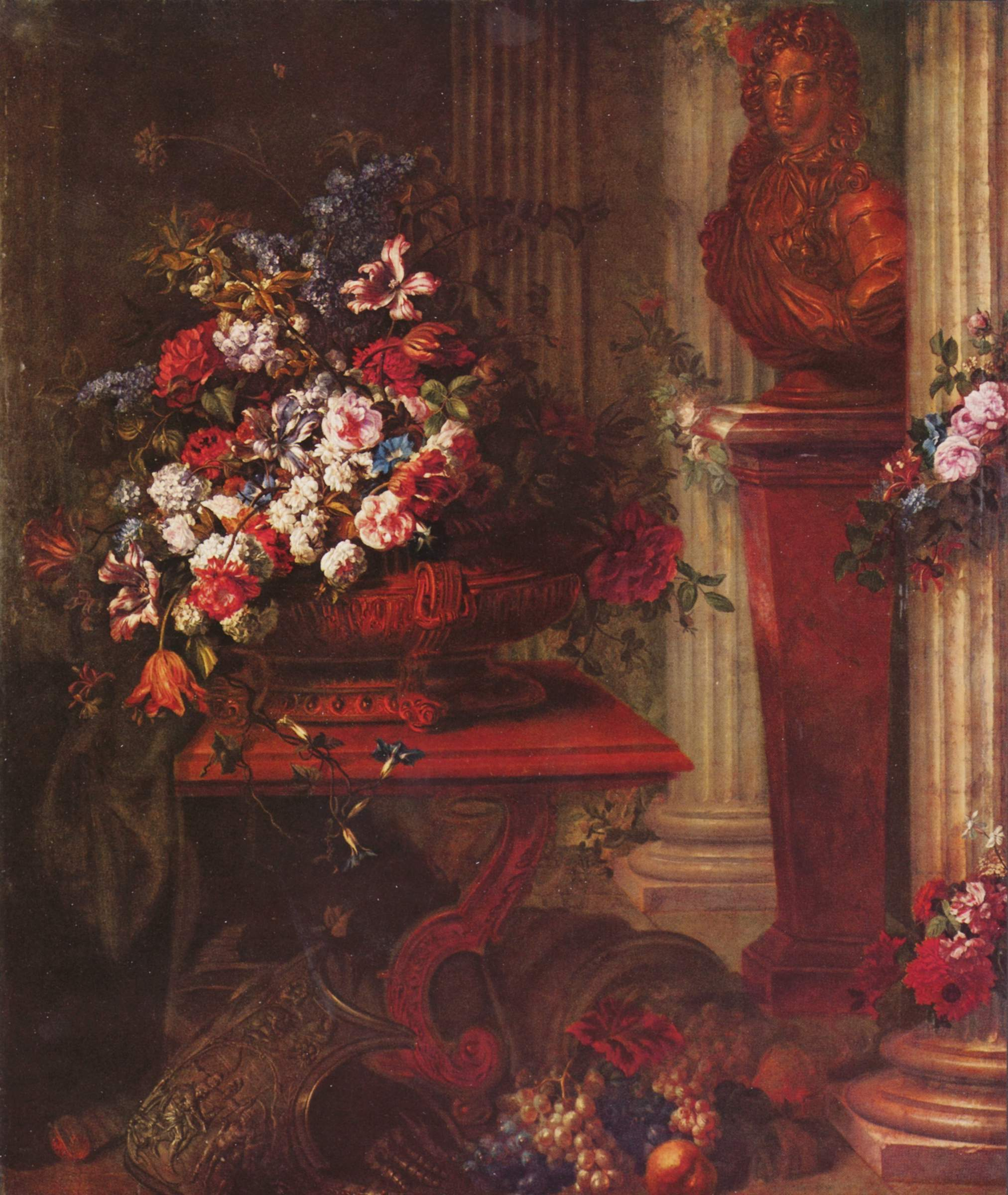
Morceau de réception de Belin à l’Académie. Musée du Louvre

Jean-Baptiste Belin de Fontenay, ou Blain de Fontenay Père, baptisé à Caen le 9 novembre 1653 et mort à Paris le 12 février 1715, est un peintre français, estimé pour ses tableaux de fleurs et de fruits.

## Biographie
Fils de Louis Belin, Jean-Baptiste était l’élève du peintre de fleurs Jean-Baptiste Monnoyer dont il épousa la fille Marie le 16 juin 1687. Protestant, il est probable que sa conversion était une démarche visant à faciliter sa réception à l’Académie en 1687 avec, comme morceau de réception, le Buste de Louis XIV (voir illustration). Gilbert de Sève est le témoin de son abjuration à l'église Saint-Sulpice le 31 mai 1685.
Grâce aux commandes dans tous les châteaux royaux et les bâtiments publics que lui faisait avoir son beau-père, il obtint bientôt la faveur de la cour, en particulier celle de Louis XIV, qui se traduisit par de multiples commandes dans les châteaux de Versailles, Marly, Meudon, Compiègne et Fontainebleau (notamment des dessus de porte).
Il reçut un appartement gratuit au Louvre plus une pension de 400 livres. Il livra également un grand nombre de présentations aux Gobelins et il fut recherché pour décorer les palais des familles distinguées. En outre, il peignit beaucoup de bordures florales pour des portraits féminins dont un nombre considérable se trouve dans les musées. Il a richement décoré de fleurs l’« escalier de la Reine » au château de Versailles. On trouve aussi un choix riche de ses œuvres au grand Trianon. Outre deux œuvres dans la galerie du Louvre, ses œuvres se trouvent dans les musées de Caen, Bayeux, Rennes, Orléans, d’Avignon, Tours et Marseille.